# Eurovision: Europe Shine a Light
Eurovision: Europe Shine a Light (česky: Eurovision: Evropa září světlo) byl živý televizní program pořádaný Evropskou vysílací unií (EBU) a produkovaný nizozemskými televizními společnostmi AVROTROS, NOS a NPO. Show nahradila soutěž Eurovision Song Contest 2020, která se měla konat v nizozemském Rotterdamu, ale byla zrušena kvůli pandemii covidu-19. Byla vysílána živě z nizozemského města Hilversum 16. května 2020 a trvala přibližně dvě hodiny. Moderátory byli Chantal Janzen, Edsilia Rombley a Jan Smit, kteří byli vybráni k moderování soutěže Eurovision Song Contest 2020 před jejím zrušením.

## Pozadí
Vzhledem k tomu, že se soutěž Eurovision Song Contest 2020 nemohla uskutečnit kvůli vypuknutí pandemie covidu-19, rozhodla se EBU uspořádat jako alternativu show Eurovision: Europe Shine a Light. Název pořadu byl inspirován písní „Love Shine a Light“ od skupiny Katrina and the Waves, která vyhrála soutěž Eurovision Song Contest v roce 1997. Bylo to již počtvrté, kdy EBU uspořádala speciální show o Eurovizi po speciálních pořadech k 25., 50. a 60. výročí.

## Formát
Během programu bylo představeno všech 41 skladeb, které byly vybrány k účasti v soutěži Eurovision Song Contest 2020. Ve speciálních vystoupeních se představilo několik minulých účastníků soutěže, např. vítězové Marija Šerifovićová, Måns Zelmerlöw, Netta Barzilai a Duncan Laurence. Show vyvrcholila společným zpěvem písně „Love Shine a Light“. Součástí večera byl i sestřih, ve kterém fanoušci Eurovize zazpívali píseň „What's Another Year“ od trojnásobného vítěze soutěže Johnnyho Logana, se kterou vyhrál v roce 1980 v Haagu.

### Lokace
1. dubna 2020 bylo potvrzeno, že se přenos uskuteční z nizozemského města Hilversum, konkrétně Studia 21 v Media Parku. Bylo to podruhé, co se ve městě konala událost spojená s Eurovizí po pořádání třetího ročníku soutěže v roce 1958.

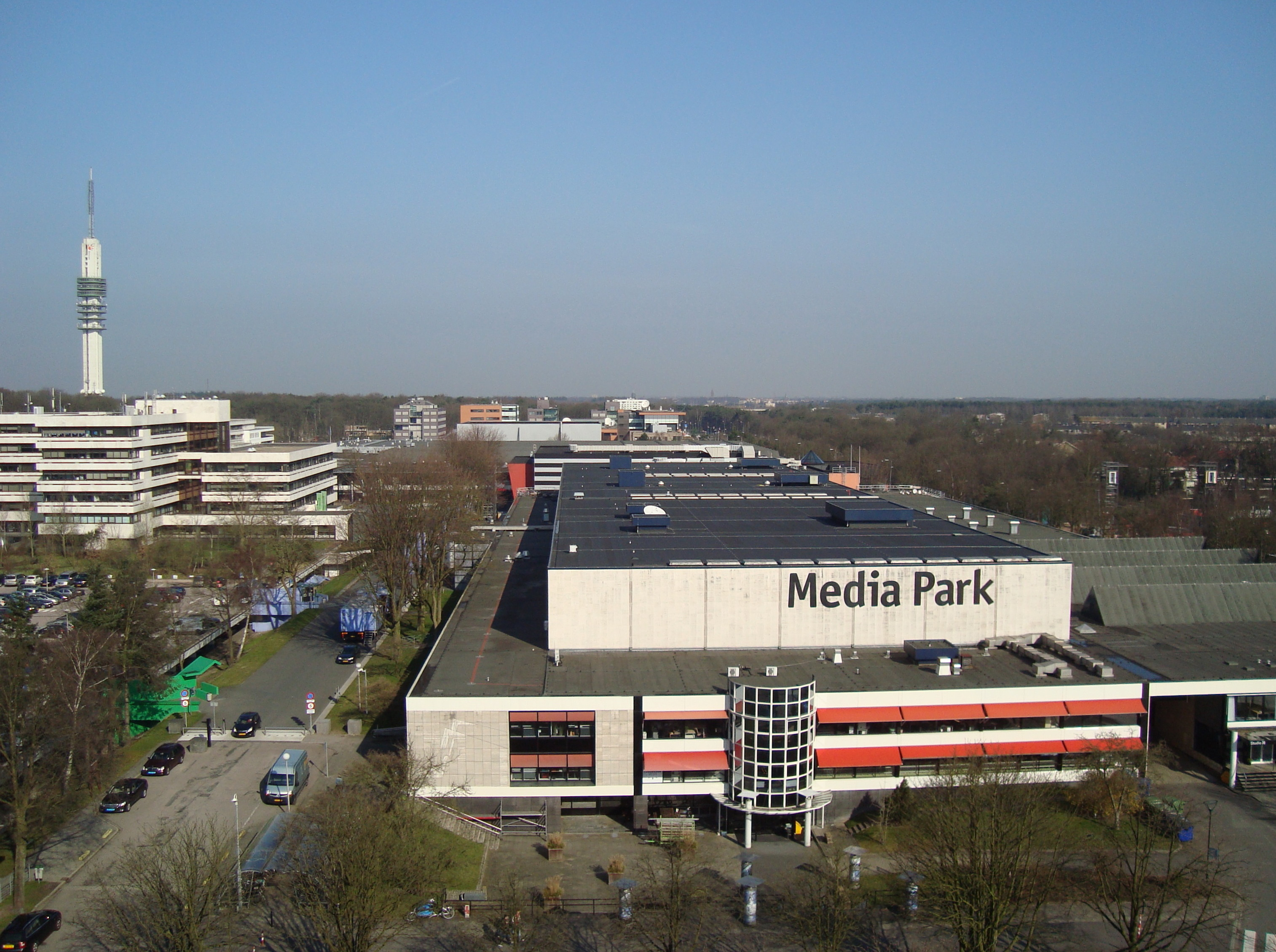
Místo konání, studio 21 v nizozemském Hilversum

### Moderátoři
Pořadem provázeli tři moderátoři: herečka a televizní moderátorka Chantal Janzen, zpěvák a komentátor soutěže Jan Smit a zpěvačka Edsilia Rombley, která reprezentovala Nizozemsko na Eurovizi v letech 1998 a 2007. Původně měli být moderátory zrušeného Eurovision Song Contest 2020. Během pořadu se objevili i beauty-vloggerka NikkieTutorials nebo britský komentátor soutěže Graham Norton.

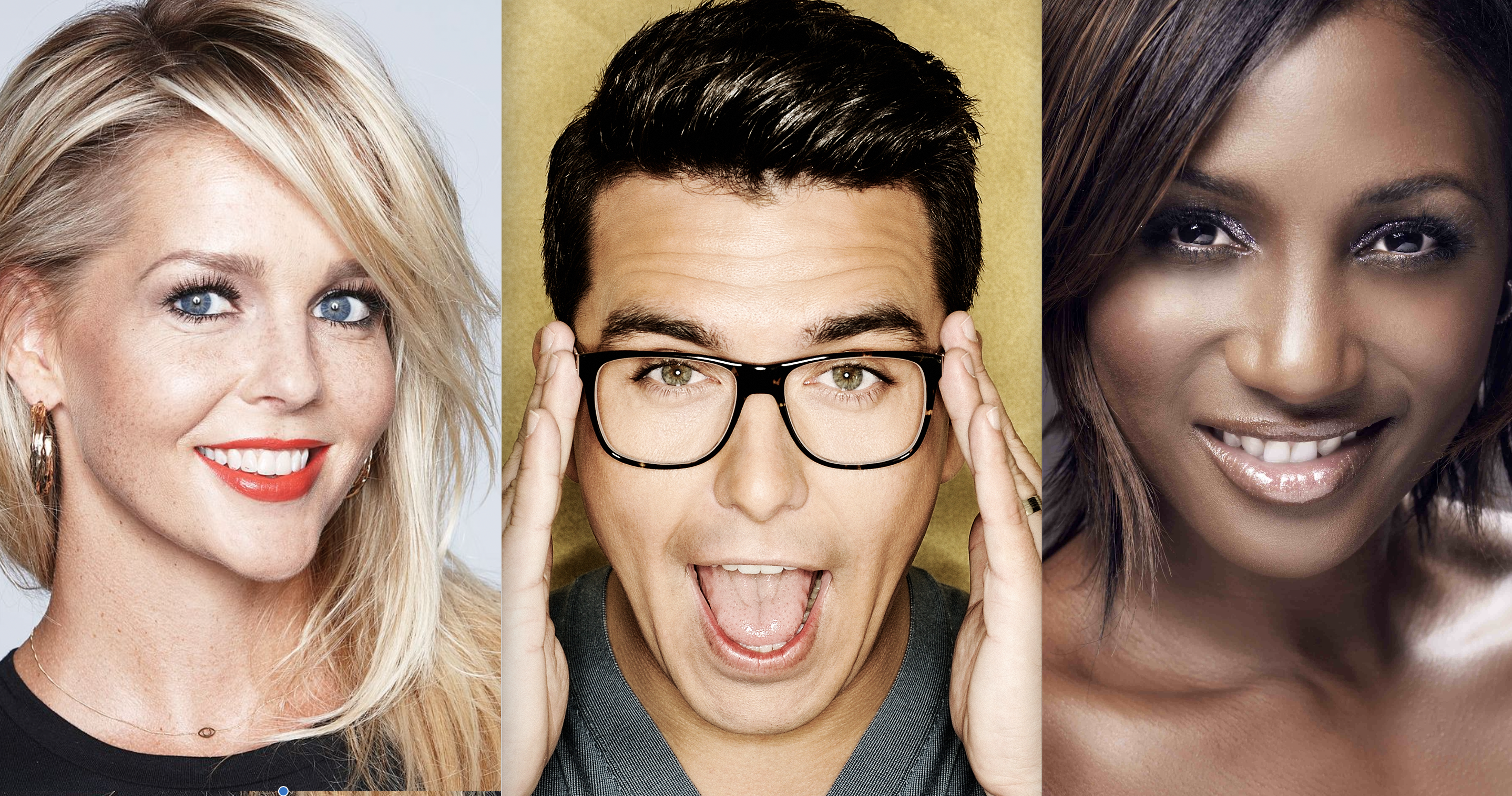
Moderátoři

## Vysílatelé a komentátoři
Přenos začal 16. května 2020 ve 21:00 CEST. Následující země show vysílaly živě:
| Země               | Vysílatel          | Stanice         | Komentátor                          |
| ------------------ | ------------------ | --------------- | ----------------------------------- |
| Albánie            | RTSH               | RTSH1-HD        |                                     |
| Arménie            | ARMTV              |                 |                                     |
| Austrálie          | SBS                | SBS             |                                     |
| Ázerbájdžán        | İTV                |                 |                                     |
| Belgie             | RTBF               | La Une          | Jean-Louis Lahaye, Maureen Louys    |
| Belgie             | VRT                | Eén             | Peter Van de Veire                  |
| Bělorusko          | BTRC               | Belarus 1       |                                     |
| Bulharsko          | BNT                | BNT 1           |                                     |
| Česko              | ČT                 | ČT art          | Jan Maxián                          |
| Dánsko             | DR                 | DR1             |                                     |
| Estonsko           | ERR                | ETV             |                                     |
| Finsko             | Yle                | Yle TV2         |                                     |
| Francie            | France Télévisions | France 2        | Stéphane Bern                       |
| Gruzie             | GPB                |                 |                                     |
| Chorvatsko         | HRT                |                 |                                     |
| Irsko              | RTÉ                |                 |                                     |
| Island             | RÚV                |                 |                                     |
| Itálie             | RAI                | Rai 1           | Flavio Insinna, Federico Russo      |
| Itálie             | RAI                | Rai Radio 2     | Gino Castaldo, Ema Stokholma        |
| Izrael             | IPBC/Kan           |                 |                                     |
| Kypr               | CyBC               |                 |                                     |
| Litva              | LRT                |                 |                                     |
| Lotyšsko           | LTV                | LTV1            |                                     |
| Malta              | PBS                |                 |                                     |
| Moldavsko          | TRM                |                 |                                     |
| Německo            | ARD/NDR            | Das Erste       | Peter Urban, Michael Schulte        |
| Nizozemsko         | AVROTROS           | NPO 1           | Cornald Maas                        |
| Norsko             | NRK                | NRK1            |                                     |
| Polsko             | TVP                | TVP1            | Artur Orzech                        |
| Portugalsko        | RTP                | RTP1            |                                     |
| Rakousko           | ORF                | ORF 1           |                                     |
| Rumunsko           | TVR                |                 |                                     |
| Rusko              | Channel One (C1R)  |                 |                                     |
| Řecko              | ERT                |                 |                                     |
| San Marino         | SMRTV              | San Marino RTV  |                                     |
| Severní Makedonie  | MRT                |                 |                                     |
| Slovinsko          | RTVSLO             |                 |                                     |
| Spojené království | BBC                | BBC One         | Graham Norton                       |
| Srbsko             | RTS                | RTS1            |                                     |
| Španělsko          | RTVE               | La 1            |                                     |
| Švédsko            | SVT                | SVT1            |                                     |
| Švýcarsko          | SRG SSR            | RSI La 2        | Clarissa Tami, Sebalter             |
| Švýcarsko          | SRG SSR            | RTS 1           | Jean-Marc Richard, Yoann Provenzano |
| Švýcarsko          | SRG SSR            | SRF 1           | Sven Epiney                         |
| Ukrajina           | UA:PBC             | UA:First        |                                     |
| Ukrajina           | UA:PBC             | UA:Radio Promin |                                     |

Země, které by se nezúčastnily Eurovize, ale vysílaly show:
| Země                | Vysílatel     | Stanice   | Komentátor |
| ------------------- | ------------- | --------- | ---------- |
| Bosna a Hercegovina | BHRT          | BHT 1     |            |
| Černá Hora          | RTK           |           |            |
| Kazachstán          | Khabar Agency | Khabar TV |            |
| Kosovo              | RTCG          |           |            |